# Chlorpropamid
Chlorpropamid ist ein Arzneistoff aus der Klasse der Sulfonylharnstoffe, der zur Behandlung von Diabetes mellitus eingesetzt wird.

## Geschichte
Chlorpropamid war in Deutschland ab 1958 im Handel und wird derzeit nicht mehr angewandt. In der Schweiz war es ab 1978 ausschließlich in Kombination mit Metformin (Präparatename: Diabiformin) erhältlich, ist aber mittlerweile nicht mehr im Handel. In den USA wurden Chlorpropamid-Tabletten unter dem Namen Diabinese vermarktet.

## Pharmakologie

### Pharmakodynamik
Chlorpropamid verstärkt die Wirkung des Antidiuretischen Hormons (ADH).

### Pharmakokinetik
Die Halbwertszeit im Körper beträgt 25–42 Stunden; die Chlorpropamid-Metaboliten sind wahrscheinlich nicht wirkaktiv. Die Ausscheidung erfolgt fast ausschließlich als wasserlösliches Natriumsalz über den Urin.